# Casa Maj. Myles Moylan
La Casa Maj. Myles Moylan  es una casa histórica ubicada en San Diego, California. La Casa Maj. Myles Moylan se encuentra inscrita  en el Registro Nacional de Lugares Históricos desde el 22 de marzo de 1984.

## Ubicación
La Casa Maj. Myles Moylan se encuentra dentro del condado de San Diego en las coordenadas 32°43′43″N 117°09′44″O / 32.728611, -117.162222.